# 4. Klavierkonzert (Rachmaninow)
Das Klavierkonzert Nr. 4 g-Moll, op. 40 ist das letzte Klavierkonzert des russischen Komponisten Sergei Wassiljewitsch Rachmaninow.

## Entstehung
Das Klavierkonzert Nr. 4 entstand von Januar bis August 1926 als erstes größeres Werk des Komponisten nach seiner Auswanderung in die USA. Möglicherweise stützte sich Rachmaninow aber auch auf Skizzen, die bereits im Jahr 1914 entstanden waren.
Das Konzert erfuhr zwei Nachbearbeitungen, und zwar einmal im Jahr 1927 und das andere Mal im Jahr 1941.

## Zur Musik

### Satzfolge
1. Satz: Allegro vivace (g-moll)
2. Satz: Largo (C-Dur)
3. Satz: Allegro vivace (g-moll – Des-Dur – g moll)

### Analyse
Das Konzert ist, besonders im mittleren Satz, vom Jazz beeinflusst. Dies wird nicht nur in den Rhythmen des Konzerts deutlich, sondern vor allem in seinen harmonischen Floskeln.

## Wirkung
Das Klavierkonzert Nr. 4 wurde am 18. März 1927 in Philadelphia vom Philadelphia Orchestra unter der Leitung von Leopold Stokowski uraufgeführt. Die öffentliche Reaktion auf das Konzert fiel ähnlich verheerend aus wie bei Rachmaninows Sinfonie Nr. 1.
Unter Rachmaninows Klavierkonzerten gilt das vierte als das unbeliebteste. Während einige es für nicht modern genug hielten, galt es  manchen anderen als zu modern. Lediglich die zweite Nachbearbeitung aus dem Jahr 1941 konnte eine gewisse Popularität erreichen.